# Shigeyoshi Mochizuki
Shigeyoshi Mochizuki (Shizuoka, 9. srpnja 1973.) japanski je nogometaš.

## Klupska karijera
Igrao je za Nagoya Grampus Eight, Kyoto Purple Sanga, Vissel Kobe, JEF United Ichihara, Vegalta Sendai i Yokohama FC.

## Reprezentativna karijera
Za japansku reprezentaciju igrao je od 1997. do 2001. godine. Odigrao je 15 utakmice postigavši 1 pogodak.
S japanskom reprezentacijom Shigeyoshi Mochizuki je igrao na Copa América 1999. i Azijskom kupu 2000.

## Statistika
| Japan  | Japan | Japan |
| Godina | Nast. | Gol.  |
| ------ | ----- | ----- |
| 1997.  | 2     | 0     |
| 1998.  | 1     | 0     |
| 1999.  | 2     | 0     |
| 2000.  | 9     | 1     |
| 2001.  | 1     | 0     |
| Ukupno | 15    | 1     |

## Vanjske poveznice
- National Football Teams
- Japan National Football Team Database